# 通貨スワップ協定
通貨スワップ協定（つうかスワップきょうてい）とは、各国の中央銀行が互いに協定を結び、自国の通貨危機の際、自国通貨の預入や債券の担保等と引き換えに一定のレートで協定相手国の通貨を融通しあうことを定める協定のこと。中央銀行間、あるいは政府財務当局と中央銀行の間の協定であり狭義の国家間条約ではない（憲法第98条第2項のいう広義の条約、いわゆる「国際約束」）。通貨スワップ取極（-とりきめ）、スワップ協定、通貨交換協定とも呼ばれる。
なお末尾の「協定」抜きの「通貨スワップ」といった場合、（本概念を指す場合もあるが）通常は金融派生商品（デリバティブ）の一つの通貨スワップを指すことに注意。

## 概要
通貨スワップ協定には2国間で直接外貨を融通し合うスワップ取り決めと、外債を売却し一定期間後に買い戻すレポ取り決めの2種類がある。
通貨スワップ協定が必要となるのは金融取引における制度上の観点（フロー）と介入資金上の観点（ストック）がある。前者は中央銀行間の国際約束、後者は政府財務当局と中央銀行との間の国際約束の形態が採られる。

### 金融制度上の観点
通常、金融機関では取引者間の資金口座を通じた振込み決済は、勘定系システムに一定時間ごとのバッチ処理をおこなっており、顧客が振込み手続きをおこなっても、すぐには相手口座に反映されることはない。
これは、銀行の預金業務そのものに関する制約であり、金融機関は通常、顧客からの預り金を融資や債券売買などの資金運用にまわしており、手元に現有している現金や譲渡性預金の額は統計的に予測される日常業務に必要な額に留まっていることが通常である。
顧客が、自らの資金口座から他行宛に振込依頼をおこなう場合、金融機関は自らが保有する現金や譲渡性預金の中から、他行宛に送金を行っており、この金額が総額として不足しそうな場合には、短期金融市場で社債（国債など）を売却することで、資金調達を行っている。
ところが、通貨危機などにより、銀行決済需要が急激に拡大する場合、民間の金融機関は互いに自社の外貨を厚めに持とうとし、とくに金融機関の間にカウンターパーティリスクが存在する場合、貸し出しに慎重となるため、短期金融市場から主要な決済通貨（アメリカ合衆国ドル）が枯渇し、異常な高金利がつくことがある。この短期金利の急騰は、中長期金利市場に波及し、急激な為替変動や新興国など向け融資の「巻き戻し」を伴い、世界経済全体に波及するリスクをもたらす。外国の金融機関の場合、中央銀行（例えばFRB）に直接アクセスすることができないため、当該通貨（ドル）を調達するために自社が保有する債券等を売却せざるを得なくなり、これが債券市場や証券市場に混乱をもたらすのである。
また、こういった場合の外貨の供給手であるべき各国の中央銀行でも、統計的に予定されていた外貨準備（決済用）が不足し、市中からの資金需要に対して十分な流動性の供給が困難になることがある。この場合「市中では有効な契約が結ばれ振込み履行したにもかかわらず」外貨不足により金融決済ができなくなる可能性が生じる。
この局面での通貨スワップは、金融当局に直接の為替リスクは発生しておらず、為替リスクは全て市中が負担している。金融当局は10兆円で1,000億ドルの通貨スワップ協定を締結し、1,000億ドルを市中に貸し出したとしても、結果として1,000億ドルを市中から期限内に回収して、スワップ期限までに1,000億ドルを返済して10兆円の返済を受ければよい（※金利考慮せず）。
2008年に発生した金融危機において、FRBが各国中央銀行と実施した「無制限の米ドル供給」を目的とした、通貨スワップ（主要5行2008年10月15日、世界14行10月30日）は、この趣旨に拠るもので、米ドル資金供給を受けた各国中央銀行は、自らが管轄する金融機関に対する通常の信用リスクのみを負担し、米ドル資金を無制限で供給した。

### 介入資金の枯渇
政府金融当局が為替介入を行っている際、信用不安や外国為替取引により自国の為替レートが急激に下落することで政府金融当局の外貨準備残高が枯渇することがある。この場合、あらかじめ定められた一定のレートにより、協定相手国の中央銀行よりドルまたは相手国の通貨を融通してもらう約束をすることによって、為替レートの一時的かつ急激な変動を阻止することが可能となる。ここで通貨防衛のために自国通貨買いの介入を行うのは、自国通貨が急落することで相手国通貨建ての債券価格が急騰してしまい、結果として借換不能によるデフォルトが発生することを阻止するのが一義的な目的である。
実際に外貨が必要な際には、自国通貨を担保として協定金額の範囲内で他国の中央銀行より外貨を借り入れることができる。借入国はこの外貨を協定で定められた範囲の国際決済や為替介入に使用することが可能となるが、これはあくまで短期的な借り入れであり、協定によって定められた短い期間内に返済が求められる。
スワップ協定は、通貨危機の際には一時的な外貨準備の増加であると捉えることが可能であるが、自国の資本を使用する外貨準備とは異なり、あくまで他国から借金をして得た一時的なものであるため、介入資金として使用してしまった場合は危険で、金融当局（あるいは介入を指示した対象国の国庫）が為替変動によるリスクを直接負担することになる。スワップ協定ではあらかじめ定めた期限までにこれを返却する必要がある。従って、スワップ協定を使用したあとさらに自国通貨が下落した場合には、返済するために協定相手国の通貨を市場で調達する際にさらなる為替差損を蒙る可能性がある。このため、通貨スワップ協定には限度枠の一定以上（チェンマイ・イニシアティブでは40%）を超える実施の際には、国際通貨基金による融資を義務付ける条件が課されるのが通例である。
為替介入国が通貨防衛を行っている際のスワップレートは、絶好の攻撃対象となるため公開されない。またアジア通貨危機以降、外貨建て債券を防衛するための自国通貨買い介入の危険性が認識されるようになったが、金融危機が発生するたびに、資本収支黒字（借り超）国の通貨が攻撃を受ける傾向は改善されていない。
アジア通貨危機以降、自国通貨に信用の無い各国は為替安定のため、信用のある国際通貨を持つ国とのスワップ協定を成立させることによって、自国通貨の信用不安を防止しており、二国間協定や、チェンマイ・イニシアティブ（CMI）などの通貨バスケットによる引出権を使った手法など、さまざまな協定を結んでいる。
2005年には、日本、中国、韓国、ASEAN諸国の間で、通貨スワップ協定が結ばれている。

## 日本の通貨スワップ協定

### アメリカ合衆国
日本はアメリカ合衆国と引出限度額が無制限、有効期限が無期限の通貨スワップ協定を締結している。取極の主体は日本銀行とニューヨーク連邦準備銀行。取引内容は、ニューヨーク連邦準備銀行が日本銀行に対してアメリカ合衆国ドルを提供し、日本銀行がニューヨーク連邦準備銀行に対して円貨を提供する為替スワップ取引である。

### 欧州連合
日本は欧州連合と引出限度額が無制限、有効期限が無期限の通貨スワップ協定を締結している。
取極の主体は日本銀行と欧州中央銀行。取引内容は、欧州中央銀行が日本銀行に対してユーロを提供し、日本銀行が欧州中央銀行に対して円貨を提供する為替スワップ取引である。

### イギリス
日本はイギリスと引出限度額が無制限、有効期限が無期限の通貨スワップ協定を締結している。
取極の主体は日本銀行とイングランド銀行。取引内容は、イングランド銀行が日本銀行に対してスターリング・ポンドを提供し、日本銀行がイングランド銀行に対して円貨を提供する為替スワップ取引である。

### スイス
日本はスイスと引出限度額が無制限、有効期限が無期限の通貨スワップ協定を締結している。
取極の主体は、日本銀行とスイス国立銀行。取引内容は、スイス国立銀行が日本銀行に対してスイス・フランを提供し、日本銀行がスイス国立銀行に対して、円貨を提供する為替スワップ取引である。

### カナダ
日本はカナダと引出限度額が無制限、有効期限が無期限の通貨スワップ協定を締結している。
取極の主体は日本銀行とカナダ銀行。取引内容は、カナダ銀行が日本銀行に対してカナダドルを提供し、日本銀行がカナダ銀行に対して円貨を提供する為替スワップ取引である。

### オーストラリア
日本はオーストラリアと2016年3月18日、引出限度額が日本は200億豪ドル、オーストラリアは1.6兆円（有効期限は2019年3月17日まで）の通貨スワップ協定を締結した。2019年3月15日には引出限度額が日本は200億豪ドル、オーストラリアは1.6兆円（有効期限は2022年3月17日まで）の協定を延長した。また、2022年3月17日には、同協定が条件変更無しで2025年3月17日まで延長された。取極の主体は日本銀行とオーストラリア準備銀行。取引内容は、オーストラリア準備銀行が日本銀行に対してオーストラリアドルを提供し、日本銀行がオーストラリア準備銀行に対して円貨を提供する為替スワップ取引である。

### 中華人民共和国
日本は中華人民共和国と2018年10月26日、引出限度額が日本は2000億人民元、中華人民共和国は3.4兆円（有効期限は2021年10月25日まで）の通貨スワップ協定を締結した。2021年10月25日には、同協定が条件変更無しで2024年10月25日まで延長された。更に、2024年10月25日には、同協定が条件変更無しで2027年10月25日まで延長された。取極の主体は日本銀行と中国人民銀行。取引内容は、中国人民銀行が日本銀行に対して中国人民元を提供し、日本銀行が中国人民銀行に対して円貨を提供する為替スワップ取引である。

### シンガポール
日本はシンガポールと2016年11月30日、引出限度額が日本は150億シンガポールドル、シンガポールは1.1兆円（有効期限は2019年11月29日まで）の通貨スワップ協定を締結した。2019年11月29日には、同協定が条件変更無しで2022年11月29日まで延長された。更に、2022年11月29日には、同協定が条件変更無しで2025年11月29日まで延長された。取極の主体は日本銀行とシンガポール通貨庁。取引内容は、シンガポール通貨庁が日本銀行に対してシンガポールドルを提供し、日本銀行がシンガポール通貨庁に対して円貨を提供する為替スワップ取引である。

### タイ
日本はタイと2020年3月31日、引出限度額が日本は2,400億タイバーツ、タイは0.8兆円（有効期限は2023年3月30日まで）の通貨スワップ協定を締結した。2023年3月30日には、同協定が条件変更無しで2026年3月30日まで延長された。取極の主体は日本銀行とタイ中央銀行。取引内容は、タイ中央銀行が日本銀行に対してタイ・バーツを提供し、日本銀行がタイ中央銀行に対して円貨を提供する為替スワップ取引である。